# Isoimperatorin
Isoimperatorin ist eine chemische Verbindung aus der Gruppe der Furocumarine und isomer zu Imperatorin.

## Vorkommen
Isoimperatorin kommt natürlich in kleinen Mengen in den Wurzeln von Petersilie und der Engelwurz sowie in Orangenschalen vor.

## Eigenschaften
Isoimperatorin ist ein gelblicher Feststoff. Es wirkt entzündungshemmend und besitzt ebenfalls eine Wirkung auf die Zellproliferation. Bei im Knochenmark gereiften Mastzellen wurde beobachtet, das die Verbindung die Produktion von COX-1 und COX-2-abhängigen Phasen von Prostaglandin D2 hemmt.